# Jana Šedová
Jana Šedová (* 16. Januar 1974 in Bratislava) ist eine ehemalige slowakische Snowboarderin.

## Werdegang
Šedová nahm zu Beginn der Saison 1997/98 in Tignes erstmals am Snowboard-Weltcup der FIS teil, wobei sie den 30. Platz im Riesenslalom errang. Im weiteren Saisonverlauf kam sie mit Platz fünf im Riesenslalom in Sestriere im Weltcup erstmals unter die ersten Zehn und belegte bei den Olympischen Winterspielen 1998 in Nagano den 28. Platz im Riesenslalom. In der Saison 2000/01 erreichte sie mit Platz zwei im Parallelslalom am Kreischberg ihre einzige Podestplatzierung im Weltcup und mit dem 24. Platz im Parallelslalom-Weltcup ihr bestes Gesamtergebnis. Beim Saisonhöhepunkt, den Snowboard-Weltmeisterschaften 2001 in Madonna di Campiglio, fuhr sie auf den 18. Platz im Parallel-Riesenslalom und auf den 15. Rang im Parallelslalom. In der Saison 2001/02 absolvierte sie am Kreischberg ihren 20. und damit letzten Weltcup bei der FIS, welchen sie auf dem 32. Platz im Parallel-Riesenslalom beendete und belegte bei den Olympischen Winterspielen 2002 in Salt Lake City den 14. Platz im Parallel-Riesenslalom.

## Teilnahmen an Weltmeisterschaften und Olympischen Winterspielen

### Olympische Winterspiele
- 1998 Nagano: 28. Platz Riesenslalom
- 2002 Salt Lake City: 14. Platz Parallel-Riesenslalom

### Snowboard-Weltmeisterschaften
- 2001 Madonna di Campiglio: 15. Platz Parallelslalom, 18. Platz Parallel-Riesenslalom

## Weltcup-Gesamtplatzierungen
| Saison  | Gesamt | Gesamt | Parallel-Riesenslalom | Parallel-Riesenslalom | Parallelslalom | Parallelslalom |
| Saison  | Punkte | Platz  | Punkte                | Platz                 | Punkte         | Platz          |
| ------- | ------ | ------ | --------------------- | --------------------- | -------------- | -------------- |
| 1997/98 | 84     | 87.    | -                     | -                     | -              | -              |
| 2000/01 | 136    | 67.    | -                     | -                     | 1770           | 24.            |
| 2001/02 | -      | -      | 407                   | 38.                   | 360            | 34.            |